# Civitacampomarano
Civitacampomarano es una localidad y comune italiana de la provincia de Campobasso, región de Molise, con 613 habitantes. Allí nació en 1770 el famoso escritor y político Vincenzo Cuoco.

## Evolución demográfica
| Gráfica de evolución demográfica de Civitacampomarano entre 1861 y 2001 |
|                                                                         |
| Fuente ISTAT - elaboración gráfica de Wikipedia                         |